# Plaza del Conde de Alpuente
La plaza del Conde de Alpuente es un espacio público de la ciudad española de Segovia.

## Descripción

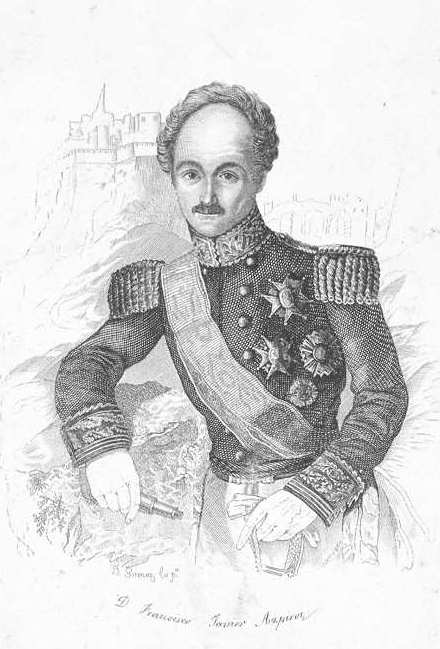
El militar Francisco Javier Azpíroz da nombre a la plaza

La plaza está encerrada por la calle del Idrisi, la de Jerónimo de Alcalá y la de Eulogio Martín Higuera, y desemboca en ella la de la Catorcena. Se conoció anteriormente como «plazuela de San Román» por una iglesia allí sita, pero honra con el título actual a Francisco Javier Azpíroz (1797-1868), militar. Aparece descrita en Las calles de Segovia (1918) de Mariano Sáez y Romero con las siguientes palabras:

Conde de Alpuente (Plazuela del).—Está comprendida entre la calle de Martín Higuera y la de Jerónimo de Alcalá. Antes se llamaba de San Román, por la iglesia de este nombre, que allí estuvo en la línea de lo que después fué también calle de San Román. Después se la puso el que tiene de Conde de Alpuente, por la casa de este distinguido personaje, que ocupa casi todo un frente de la plazuela y sirve hoy para Gobierno militar. D. Francisco Javier Azpíroz, nació en Valencia en 1797 y murió en 1868. Se educó en la Real Casa de Pajes de París. Dedicado a la milicia, estuvo en el sitio y rendición de Alpuente, cuyo título de conde le fué después concedido. Ministro de la Guerra un mes en 1841, fué encarcelado; combatió a Espartero, llegó a teniente general, figurando en el partido moderado, fué director general de Artillería y desempeñó otros cargos. Fué entusiasta de Segovia, a la que representó en Cortes, interesándose por los asuntos de nuestra provincia. Esta casa de Alpuente es de grandes proporciones y en anteriores tiempos fué habitada por nobles, sirvió muchas veces de defensa y ataque en las muchas contiendas, encrucijadas y alborotos que en dicha parte de la Ciudad y sobre todo en los siglo XV y SVI, tenían frecuentemente los bandos y parcialidades de personajes y validos.
(Sáez y Romero, 1918, pp. 41-42)